# راندي شارب
راندي شارب (بالإنجليزية: Randy Sharp)‏ هو كاتب أغاني أمريكي، ولد في القرن العشرين.

## وصلات خارجية
- راندي شارب على موقع ميوزك برينز (الإنجليزية)
- راندي شارب على موقع ديسكوغز (الإنجليزية)